# A State of Trance 2013
A State of Trance 2013 – dziesiąta kompilacja z serii A State of Trance, holenderskiego DJ-a i producenta muzycznego Armina van Buurena. Wydana została 14 lutego 2013 roku przez wytwórnię płytową Armada Music.

## Lista utworów
Opracowano na podstawie materiału źródłowego.

### CD 1: On the Beach
| 1.  | Armin van Buuren vs Arty - "Nehalennia (Radio Edit)"                             | 4:05  |
|     |                                                                                  |       |
| 2.  | Omnia - "The Light (Radio Edit)"                                                 | 2:57  |
|     |                                                                                  |       |
| 3.  | BT - "Skylarking (Radio Edit)"                                                   | 3:26  |
|     |                                                                                  |       |
| 4.  | Hazem Beltagui & Allan V. - "We Are (Radio Edit)"                                | 3:34  |
|     |                                                                                  |       |
| 5.  | Denis Kenzo feat. Sveta B. - "Lullaby Lonely (Progressive Mix Edit)"             | 3:35  |
|     |                                                                                  |       |
| 6.  | The Blizzard & Daniel van Sand feat. Julie - "Made for You (Club Mix)"           | 3:54  |
|     |                                                                                  |       |
| 7.  | Two&One & Sarah Russell - "Dream State (Radio Edit)"                             | 3:37  |
|     |                                                                                  |       |
| 8.  | Aly & Fila feat. Tricia McTeague - "Speed of Sound (Radio Edit)"                 | 3:56  |
|     |                                                                                  |       |
| 9.  | Dart Rayne & Yura Moonlight & Cate Kanell - "Shelter Me (Radio Edit)"            | 3:56  |
|     |                                                                                  |       |
| 10. | Myon & Shane 54 & Aruna - "Lights (Club Mix)"                                    | 3:17  |
|     |                                                                                  |       |
| 11. | Super8 & Tab - "Teardrops (Radio Edit)"                                          | 3:12  |
|     |                                                                                  |       |
| 12. | VillaNaranjos - "Jalón (Radio Edit)"                                             | 3:37  |
|     |                                                                                  |       |
| 13. | Matt Bukovski - "Eterna (Radio Edit)"                                            | 4:10  |
|     |                                                                                  |       |
| 14. | Armin van Buuren feat. Fiora - "Waiting for the Night (Beat Service Remix Edit)" | 3:48  |
|     |                                                                                  |       |
| 15. | Protoculture - "Laguna (Radio Edit)"                                             | 3:12  |
|     |                                                                                  |       |
| 16. | Solarstone & Clare Stagg - "Jewel (Pure Radio Edit)"                             | 3:37  |
|     |                                                                                  |       |
|     |                                                                                  | 57:53 |
|     |                                                                                  |       |

### CD 2: In the Club
| 1.  | Alexander Popov - "Lost Language (Intro Mix Edit)"                                 | 4:32    |
|     |                                                                                    |         |
| 2.  | Armin van Buuren & W&W - "D# Fat (Radio Edit)"                                     | 3:15    |
|     |                                                                                    |         |
| 3.  | Armin van Buuren & Markus Schulz - "The Expedition (A State of Trance 600 Anthem)" | 2:48    |
|     |                                                                                    |         |
| 4.  | Ana Criado & Adrian&Raz - "Dancing Sea (AYDA Radio Edit)"                          | 4:16    |
|     |                                                                                    |         |
| 5.  | Alex M.O.R.P.H. - "New York City (Radio Edit)"                                     | 3:00    |
|     |                                                                                    |         |
| 6.  | AYDA - "Caesar (Radio Edit)"                                                       | 5:18    |
|     |                                                                                    |         |
| 7.  | John O'Callaghan & Full Tilt feat. Karen Kelly - "Breathe (Radio Edit)"            | 3:39    |
|     |                                                                                    |         |
| 8.  | Armin van Buuren presents Gaia - "Humming the Lights (Radio Edit)"                 | 3:34    |
|     |                                                                                    |         |
| 9.  | Rank 1 vs M.I.K.E. - "Elements of Nature (Radio Edit)"                             | 3:54    |
|     |                                                                                    |         |
| 10. | Andrew Rayel - "Musa (Radio Edit)"                                                 | 3:22    |
|     |                                                                                    |         |
| 11. | RAM - "Grotesque (Radio Edit)"                                                     | 3:36    |
|     |                                                                                    |         |
| 12. | Jorn van Deynhoven - "Superfly (Radio Edit)"                                       | 3:23    |
|     |                                                                                    |         |
| 13. | MaRLo - "BOOM (Radio Edit)"                                                        | 3:22    |
|     |                                                                                    |         |
| 14. | Frans Bak - "The Killing (Armin van Buuren Radio Edit)"                            | 2:54    |
|     |                                                                                    |         |
| 15. | Heatbeat - "Game Over (Radio Edit)"                                                | 4:01    |
|     |                                                                                    |         |
| 16. | Bjorn Akesson - "Gunsmoke (Radio Edit)"                                            | 3:25    |
|     |                                                                                    |         |
| 17. | Andain - "What It’s Like (Sneijder Radio Edit)"                                    | 3:22    |
|     |                                                                                    |         |
|     |                                                                                    | 1:01:41 |
|     |                                                                                    |         |